# Ашраф'ян Зармайр Андрійович
Зармайр Андрійович Ашраф'ян (15 березня 1898, село Хаджикара Еріванської губернії, тепер Вірменія — розстріляний 16 березня 1937) — вірменський радянський діяч, секретар ЦК КП(б) Вірменії, народний комісар юстиції Вірменської РСР, прокурор Вірменської РСР,  народний комісар освіти Вірменської РСР, директор Українського інституту Червоної професури. Член ЦВК УРСР 13-го складу. Доктор державних і суспільних наук, професор (з липня 1936 року).

## Життєпис
Член РКП(б) з 1918 року.
У 1919—1920 роках — студент історико-філологічному факультеті Тифліського університету, навчання не закінчив.
Працював у Надзвичайній комісії (ЧК) при РНК Вірменської РСР.
До 1922 року — голова Революційного трибуналу Вірменської РСР.
У 1922—1927 роках — голова Головного (Верховного) суду Вірменської РСР.
24 квітня 1927 — 30 березня 1929 року — народний комісар юстиції Вірменської РСР — прокурор Вірменської РСР.
У 1929—1932 роках — слухач Інституту Червоної професури в Москві.
До жовтня 1932 року — завідувач відділу культури та пропаганди ленінізму Хамовницького районного комітету ВКП(б) міста Москви та викладач Інституту Червоної професури в Москві.
9 грудня 1932 — 17 квітня 1933 року — народний комісар освіти Вірменської РСР.
16 лютого 1933 — 10 січня 1934 року — 3-й секретар ЦК КП(б) Вірменії.
У 1934 — листопаді 1936 року — директор Українського інституту Червоної професури в Києві.
Одночасно до вересня 1935 року — завідувач відділу культури і пропаганди ленінізму ЦК КП(б) України. У вересні 1935 — листопаді 1936 року — завідувач відділу партійної пропаганди та агітації ЦК КП(б) України.
14 листопадя 1936 року заарештований органами НКВС. 16 березня 1937 року засуджений до страти, того ж дня розстріляний.
Посмертно реабілітований.